# Pediobius aspidomorphae
Pediobius aspidomorphae  (лат.) — вид паразитических наездников рода Pediobius из семейства Eulophidae (Chalcidoidea) отряда перепончатокрылые насекомые. Австралия (Квинсленд). Переднеспинка с шейкой, отграниченной килем (поперечным гребнем). Щит среднеспинки с развитыми изогнутыми парапсидальными бороздками. Ассоциированы с жуками-листоедами рода Aspidomorpha (Chrysomelidae).